# Klemens Zielinski
Klemens Zielinski (* 8. Juni 1922; † 27. Februar 2002; gelegentlich auch Clemens Zielinski) war ein deutscher Fußballspieler.

## Werdegang
Zielinski, hervorgegangen aus der Jugendabteilung von Rot-Weiß Oberhausen, war ab 1940 Kriegsgastspieler beim LSV Dievenow, danach LSV Pütnitz und zeitweise Mölders Krakau. Über Falke Detmold kam er gegen Ende der 1940er Jahre zum TSV Detmold, mit dem er 1950 Westdeutscher Amateurmeister wurde und die Qualifikation für die II. Liga West schaffte, und später zum VfB 03 Bielefeld. Mit den „Hüpkern“ spielte er von 1950 bis 1952 in der II. Division West und erzielte in 58 Ligaspielen 17 Tore. Nach dem Abstieg im Jahre 1952 wurde Zielinski mit dem VfB 03 Westfalenmeister und erreichte bei der deutschen Amateurmeisterschaft 1953 das Halbfinale, das mit 2:4 gegen den Homberger SV verloren wurde. Im Sommer 1953 wechselte der Halbstürmer zu Hannover 96 in die Oberliga Nord.
In Hannover wurde der linke Halbstürmer aufgrund seiner Spielintelligenz und seinem taktischen Verständnis Fußball-Professor genannt. Trainer Helmut Kronsbein bezeichnete Zielinski als einen der klügsten Spieler, die er je erlebt habe. Mit den 96ern wurde Zielinski gleich in seiner ersten Saison Meister der Oberliga Nord und zog in die Endrunde um die deutsche Meisterschaft 1954 ein. Dort erreichte die Mannschaft über die Stationen Berliner SV 92 und VfB Stuttgart das Endspiel gegen den 1. FC Kaiserslautern. Hannover 96 galt im Vorfeld als krasser Außenseiter und sorgte mit einem 5:1-Sieg für eine Sensation.
Zielinski blieb noch bis 1957 bei den 96ern, für die er in 85 Oberligaspielen 13 Tore erzielte. Er arbeitete als Angestellter in der Stadtverwaltung. Klemens Zielinski starb am 27. Februar 2002 im Alter von 79 Jahren.